# La zia smemorata
La zia smemorata è un film del 1940 diretto da Ladislao Vajda.

## Trama
Gelosissimo della propria fidanzata, l'avvocato Alberto Moretti è convinto che ella abbia trascorso un paio di giorni in un rifugio di alta montagna in compagnia dell'ingegnere Paolo Ravelli, un amico dell'avvocato. Si tratta però solo di un equivoco e quindi, per chiarire la propria posizione e ristabilire la verità, l'ingegnere propone all'amico e alla sua fidanzata di ritrovare la ragazza che nel rifugio si era fatta passare per la fidanzata dell'avvocato. Alla comitiva si aggiunge però una invadente e bizzarra zia che, intromettendosi in ogni cosa, provoca ulteriori equivoci e malintesi a non finire. Il gruppo riesce a scoprire comunque che la misteriosa ragazza non era affatto la fidanzata dell'avvocato. I due giovani calunniati sono riusciti a ristabilire la verità ma, frequentandosi, si sono anche innamorati uno dell'altra. Perciò alla fine è ugualmente l'avvocato, geloso e sospettoso, a subire il danno.

## Produzione
Il film, girato a Cinecittà nell'estate del 1940,  prima di uscire nelle sale a novembre dello stesso anno con il titolo definitivo, era stato preannunciato con due titoli provvisori: La zia picchiatella e Passaggio a livello. Ottenne il visto censura n. 31144 il 28 ottobre 1940. Osvaldo Valenti e Alanova sono doppiati, rispettivamente, da Sandro Ruffini e Renata Marini.

## Critica
Fabrizio Sarazani su Il Giornale d'Italia del 14 marzo 1941: «[...] Non è la prima volta che l'amore nasce da un equivoco, soprattutto quando serve di pretesto alla comicità di una farsa cinematografica. Con questo semplice frettoloso filmetto si dimostra infatti che l'effetto può nascere proprio dal sospetto. [...] I protagonisti di questa favoletta si affannano attorno ad un motivo centrale e riescono a muovere le acque di una comicità più volte adoperata. La fata della situazione è una zia smemorata, la quale è impersonata da Dina Galli con frizzante e decisa bravura. Da lei scaturisce tutta la vivacità del film. Accanto a Dina Galli cercano di farsi notare: la graziosa Nelly Corradi, il sorridente Osvaldo Valenti, Campanini che seguita sempre ad essere balbuziente, il divertente Sacripante e la distinta Alanova. [...]».
Vice su La Stampa del 23 gennaio 1941: «[...] Un film brioso, con situazioni comiche e intermezzi graziosi. [...] Una vicenda lieve, sceneggiata però con buona mano, nella quale la Galli si aggira da sua pari e sono bene a posto Nelly Corradi, Osvaldo Valenti, Carlo Campanini e la ballerina Alanova.».